# Molophilus (Molophilus) takaoensis
Molophilus (Molophilus) takaoensis is een tweevleugelige uit de familie steltmuggen (Limoniidae). De soort komt voor in het Palearctisch gebied.